# Памела Ребекка Барнс
Памела Ребекка Барнс Юинг (англ. Pamela Rebecca Barnes Ewing, урождённая Купер, скрывается под псевдонимом Ребекка Саттер) — персонаж американского телесериала «Даллас», продолжения одноименного телесериала 1978—1991 годов. Роль Ребекки исполняет Джули Гонсало начиная с пилотного эпизода, вышедшего 13 июня 2012 года, по финал сериала, транслировавшийся 22 сентября 2014 года. Ранее персонаж появился в оригинальном сериале в 1989 году и телефильме 1996 года «Даллас: Джей Ар возвращается» в исполнении другими актрисами.

## История развития

### Кастинг и история развития
Джули Гонсало была утверждена на роль в середине февраля 2011 года. Персонаж первоначально был заявлен как добрая и любящая жена Кристофера по имени Ребекка Саттер и реальная личность героини была выявлена только в финале первого сезона. Как позже в интервью журналу People заявила Джули Гонсало, она знала кем на самом деле является её героиня и эта тайна была известна только её и продюсеру и автору сериала Синтие Сидре

### Характеристика
Персонаж является дочерью Эфтон Купер (Одри Ландерс) и Клиффа Барнса (Кен Керчевал), которая родилась в 1984 году вне экрана. Памела Ребекка была названа в честь бабушки Ребекка Барнс Уэнтворт (Присцилла Пойнтер) и тёти Памелы Барнс (Виктория Принсипал). На момент рождения Памелы Ребекки, Эфтон покинула город и Клифф не знал о существовании дочери до 1989 года, когда Эфтон вернулась в него в двенадцатом сезоне.
Персонаж играет важную роль в фильме 1996 года «Даллас: Джей Ар возвращается», но события в нём не были включены в сюжет телесериала 2012 года чтобы скрыть личность Памелы Ребекки.

## Сюжетные линии
Под псевдонимом Ребекка Саттер она выходит замуж за Кристофера Юинга и вместе со своим фиктивным братом Томми начинает воплощать в силу свои планы по уничтожению Юингов. Чтобы заполучить Кристофера ранее она разрушила его отношения с Эленой, отправив Элене записку от лица Кристофера, в которой он расстается с ней перед свадьбой. После того как Джон Росс узнает, что именно Ребекка разрушила их союз, он начинает её шантажировать и та говорит Кристоферу, что записку Элене отправил Томми. Ближе к концу первого сезона Ребекка убивает Томми и после избавляется от трупа, а Кристофер случайно узнает, что она не является Ребеккой Саттер. Он пытается безрезультатно выяснить её настоящее время и в ярости заявляет ей, что отберет после родов их предстоящих близнецов, которых вынашивает Ребекка. В финале первого сезона выясняется, что Ребекка на самом деле дочь Клиффа и работает на него чтобы вновь уничтожить Юингов. Открытие личности Ребекки стало главным клиффхэнгером первого сезона и вызвало интерес со стороны прессы.
Во втором сезоне характер и внешний вид героини подвергнулись значительным изменениям и она предстанет уже как полноценный антагонист сериала. Уже в первом эпизоде сезона она раскрывает свою истинную личность Кристоферу и, чтобы дать ему аннулировать их брак, просит у него десять процентов в «Юинг Энерджис». Вскоре она начинает сотрудничать с Джоном Россом, чтобы обмануть Кристофера, и между ними начинается роман. Кристофер пытается найти компромат на Памелу и находит реальную Ребекку Саттер, чтобы та свидетельствовала против неё на суде. Памела просит своих людей избавиться от Ребекки и они её убивают. Кристофер в итоге соглашается на условия Памелы и она получает долю в компании.
В ходе совместного сотрудничества между Памелой и Джоном Россом возникают настоящие чувства. Из-за последствий взрыва на буровой установке, устроенной Клиффом, Памела оказывается в больнице. Джон Росс находится с ней рядом, а Эфтон возвращается в город и приходит к дочери. Памела в итоге теряет своих восьмимесячных близнецов, после чего впадает в депрессию. Джон Росс помогает её прийти в норму, а вскоре она узнает, что Клифф ответственен за взрыв и смерть её детей. Она решает идти против отца и завладеть миллиардами «Барнс Глобал». В тринадцатом эпизоде второго сезона Памела тайно выходит замуж за Джона Росса в Лас-Вегасе. Они специально не стали заключать брачный договор, чтобы создать проблемы Клиффу.